# Daniel Alexander Eichhorn
Daniel Alexander Eichhorn (* 6. Januar 1758 in Pyrmont; † 21. Dezember 1833 in Idensen) war ein deutscher lutherischer Theologe.

## Leben
Eichhorn war Sohn des waldeckischen Rats Johann Philipp Eichhorn. Er besuchte ab 1770 das Gymnasium in Korbach und bezog 1775 die Universität Gießen, ab Michaelis 1776 die Universität Göttingen. Michaelis 1778 wurde er Hauslehrer. 1783 erhielt er das Indigenat in Hannover und wurde Feldprediger beim 15. hannoverschen Infanterie-Regiment in Ostindien. 1791 kehrte er nach Deutschland zurück und erhielt eine Stelle als Pastor in Landringhausen, 1814 in Idensen. Eichhorn veröffentlichte philosophische und theologische Aufsätze im Hannöverschen Magazin und selbständige Veröffentlichungen.

## Werke
- Ueber die Wahl zwischen Naturalismus, Atheismus und Christentum (Hannover 1802)
- Gamaliel, Mitglied des hohen Raths zu Jerusalem, und Dr. Franz Volckman Reinhard, in Rücksicht ihrer Urtheile über Gottes- und Menschenwerk (Hannover 1811)